# KS Lushnjë
Maillots
Le Klubi Sportiv Lushnja est un club de football albanais basé à Lushnjë.

## Historique
- 1926 : fondation du club sous le nom de KS Lushnja
- 1945 : le club est renommé KS Traktori Lushnja
- 1948 : 1re participation en Super League
- 1950 : le club est renommé SK Lushnja
- 1951 : le club est renommé Puna Lushnja
- 1958 : le club est renommé KS Traktori Lushnja
- 1991 : le club est renommé KS Lushnja

## Palmarès
- Champion d'Albanie de deuxième division :
  - Champion : 1960, 1982, 1988, 1990, 1996

## Personnalités

### Entraîneurs
- 1996 :  Mario Kempes
- 2003 :  Aurel Țicleanu

### Anciens joueurs
- Artan Bano
- Gheorghe Cornea
- Rezart Dabulla

## Logos de l'histoire du club

Logo no 1
Logo no 2
Logo no 3

## Stade Abdurrahman "Roza" Haxhiu
L'équipe joue actuellement dans le Stade Abdurrahman "Roza" Haxhiu qui possède 12 000 places.